# Matthias Schmidt (Psychologe)
Matthias Schmidt (* 1976 in Löbau) ist ein deutscher Psychologe und Arbeitswissenschaftler.

## Leben
Von 1993 bis 1997 absolvierte Matthias Schmidt eine Ausbildung im Handwerk. Durch sein Interesse an Luftfahrt erwarb er 1999 eine Lizenz zum Luftsportgeräteführer und eine PPL-A. Das Fach Menschliches Leistungsvermögen führte ihn dann zum Studium der Psychologie, wo er zunächst Kommunikationspsychologie und Wirtschaftspsychologie an der Dresden International University studierte. Von 2006 bis 2011 studierte Schmidt Psychologie, Arbeits- und Sozialmedizin an der TU Dresden (Diplom 2011). Er promovierte zum Dr. rer. nat. parallel zum Studium bei Bärbel Bergmann am Institut für Allgemeine Psychologie, Biopsychologie und Methoden der Psychologie.
Seit 2013 ist er Professor für Arbeits- und Organisationspsychologie an der Hochschule Zittau/Görlitz. Sein Forschungsschwerpunkt liegt bei den Themen psychischen Gesundheit und Sicherheit am Arbeitsplatz. Er ist federführend an der Weiterentwicklung des BASA-Verfahrens (Bewertung von Arbeitsbedingungen – Screening für Arbeitsplatzinhaber) beteiligt, das psychosoziale Risiken im Arbeitsumfeld aber auch Ressourcen erfasst. Der BASA wurde erstmals 2001 von der Bundesanstalt für Arbeitsschutz und Arbeitsmedizin publiziert und stellt seitdem ein wichtiges Instrument zur Gefährdungsbeurteilung Psychischer Belastungen in Deutschland, Österreich und in der Schweiz dar.

## Belege
1. ↑  OpenUAVAdmin: Menschliches Leistungsvermögen – LBA – OpenUAV. Abgerufen am 2. Oktober 2024 (deutsch).
2. ↑  Institute und Professuren. Abgerufen am 2. Oktober 2024.
3. ↑  Herzlich Willkommen! Abgerufen am 2. Oktober 2024 (deutsch).
4. ↑  BAuA - Forschung - Entwicklung und Erprobung einer nutzerfreundlichen Software für die Instrumente SIGMA und BASA - Bundesanstalt für Arbeitsschutz und Arbeitsmedizin. Abgerufen am 2. Oktober 2024.
5. ↑  Psychologische Bewertung von Arbeitsbedingungen – Screening für Arbeitsplatzinhaber (BASA IV) - hamburg.de. Abgerufen am 2. Oktober 2024.
6. ↑  BASA II. In: Evaluierung psychischer Belastungen – Neuerungen: Digitalisierung/Künstliche Intelligenz/Robotik -Beratung & Info. 10. Januar 2017, abgerufen am 2. Oktober 2024 (deutsch).
7. ↑  Staatssekretariat für Wirtschaft SECO: Mehr Informationen. Abgerufen am 2. Oktober 2024.